# Linke Bojarka
Die Linke Bojarka (russisch Левая Боярка, Lewaja Bojarka) ist der 113 km lange linke Quellfluss der Bojarka im Norden der russischen Region Krasnojarsk.

## Verlauf
Die Linke Bojarka verläuft in einer weitgehend unbewohnten Tundralandschaft nördlich des Polarkreises. Sie entspringt im Norden des Putorana-Gebirges auf einer Höhe von etwa 750 m. Die Linke Bojarka fließt anfangs nach Nordosten. Bei Flusskilometer 68 wendet sie sich nach Norden. Zwischen den Flusskilometern 50 und 40 umfließt die Linke Bojarka östlich einen Berg. Bei Flusskilometer 34 biegt die Linke Bojarka nach Nordosten ab. Nach weiteren drei Kilometern trifft der Tschelke-Jurjach, der bedeutendste Nebenfluss, von rechts auf die Linke Bojarka. Die Linke Borjarka verlässt unmittelbar darauf das Bergland und erreicht das Nordsibirische Tiefland. Sie fließt ein Stück entlang der Nordflanke des Gebirges nach Osten und wendet sich auf den letzten 10 Kilometern nach Norden, um sich mit der Rechten Bojarka zur Bojarka zu vereinigen.

## Einzugsgebiet
Das Einzugsgebiet der Linken Bojarka umfasst 2190 km². Dieses grenzt im Osten und im Südosten an das der Rechten Bojarka, im Südwesten an das des Ajakli sowie im Westen an das der Ledjanaja.